# あねっ娘
あねっ娘（あねっこ）は、スポーツニッポンの運営するインターネットサイト「スポニチアネックス」のイメージガール。同サイトでは、あねっ娘育成を目的としたブログページ「あねっ娘通信」を開設している。名前は“アネックス”と“娘”を結合した造語。

## 歴代あねっ娘
- 初代：しおり（石島詩織改め）（その後、石田しおりに改名）（2004年9月－2005年2月）
- 2代目：杉浦加奈（2005年3月-2005年9月）
- 3代目：清浦夏実（2005年9月-2006年5月）
- 4代目：田代さやか（2006年5月-2007年2月）
- 5代目：坂本りおん（2007年2月-2007年6月）
- 6代目：西村みずほ（2007年7月-　）